# Корриентес
Коррие́нтес
(исп. Corrientes) — город на северо-востоке Аргентины, административный центр одноимённой провинции. Расположен на восточном берегу реки Парана, служит в качестве порта, а также железнодорожного узла. Развита промышленность по переработке сельскохозяйственного сырья.

## История
До европейской колонизации в регионе проживали в основном индейцы гуарани. В 1516 году сюда была снаряжена первая испанская экспедиция, но её участники были атакованы и убиты. В 1527 году здесь был возведён форт Sancti Spiritu. Хуан Торрес де Вера и Арагон основал город 3 апреля 1588 года. Первоначально он назывался San Juan de Vera de las Siete Corrientes («Семь течений св. Хуана де Вера»), но затем был сокращён просто до Corrientes. «Семь течений» — это затруднявшие навигацию течения, образовывавшиеся от трения воды о семь полуостровов на берегу Параны. Впоследствии город начал играть важную роль благодаря своему местоположению между Буэнос-Айресом и столицей Парагвая Асунсьоном.

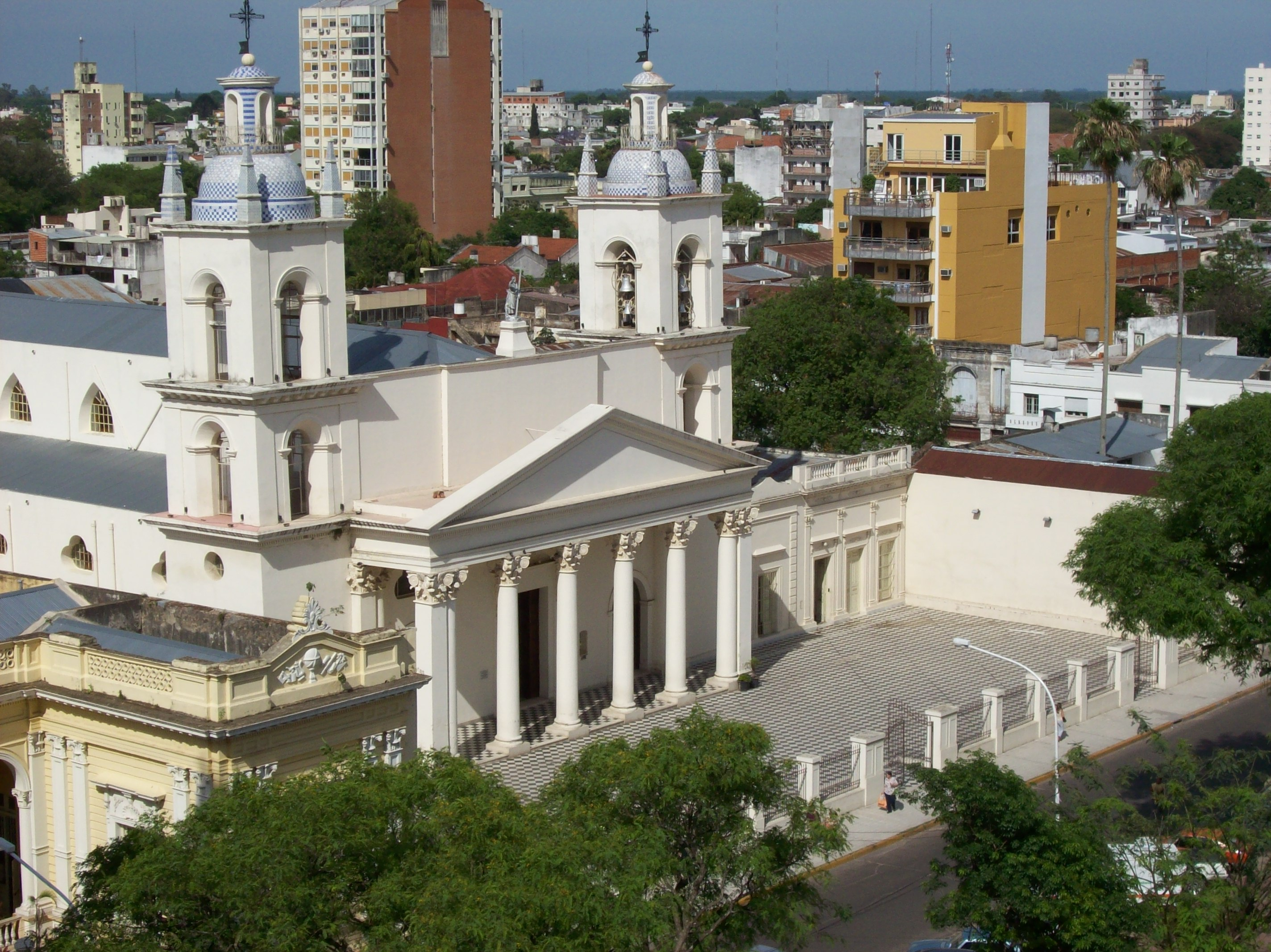
Собор Iglesia Catedral
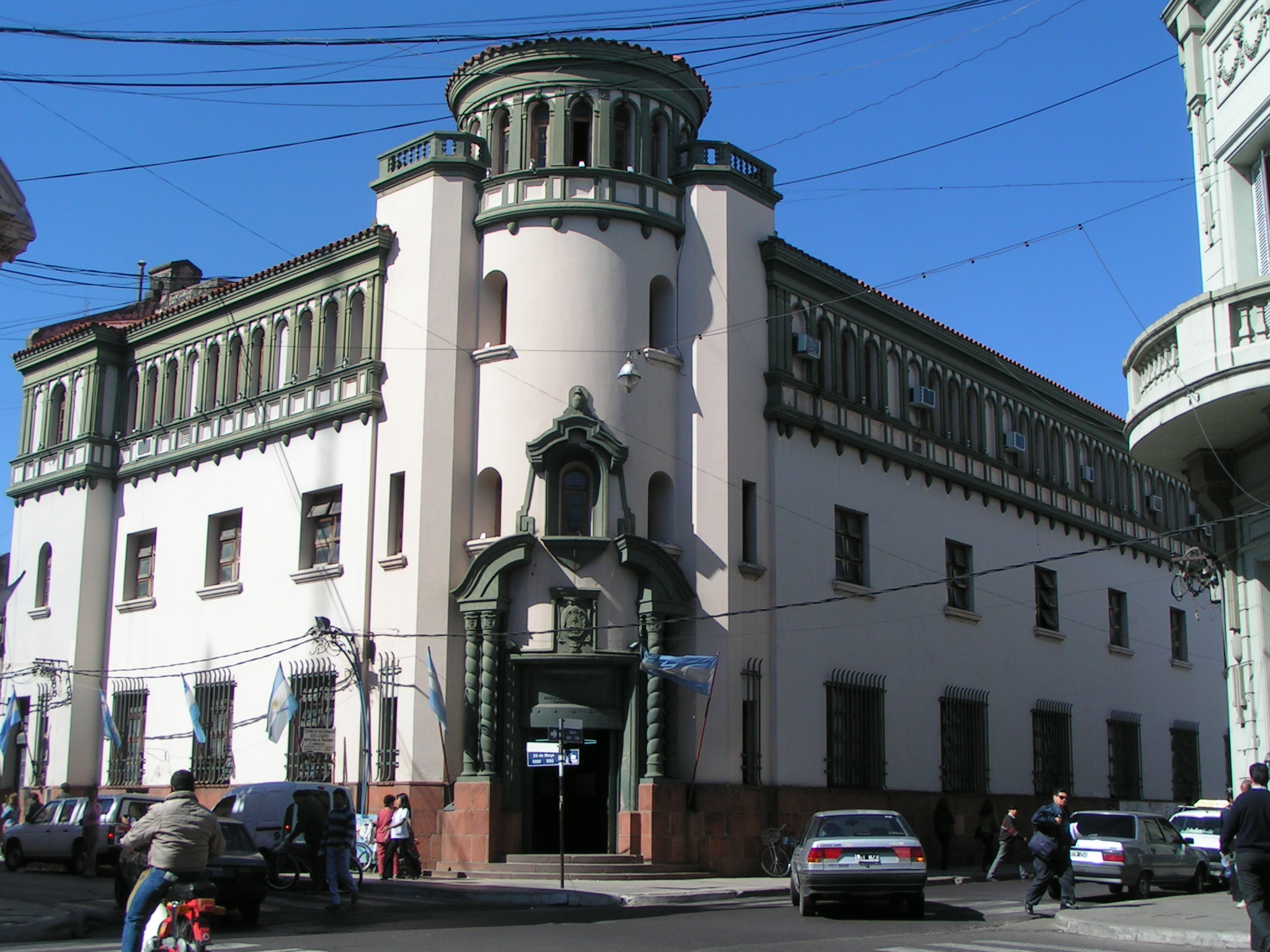
Здание минэкономики провинции
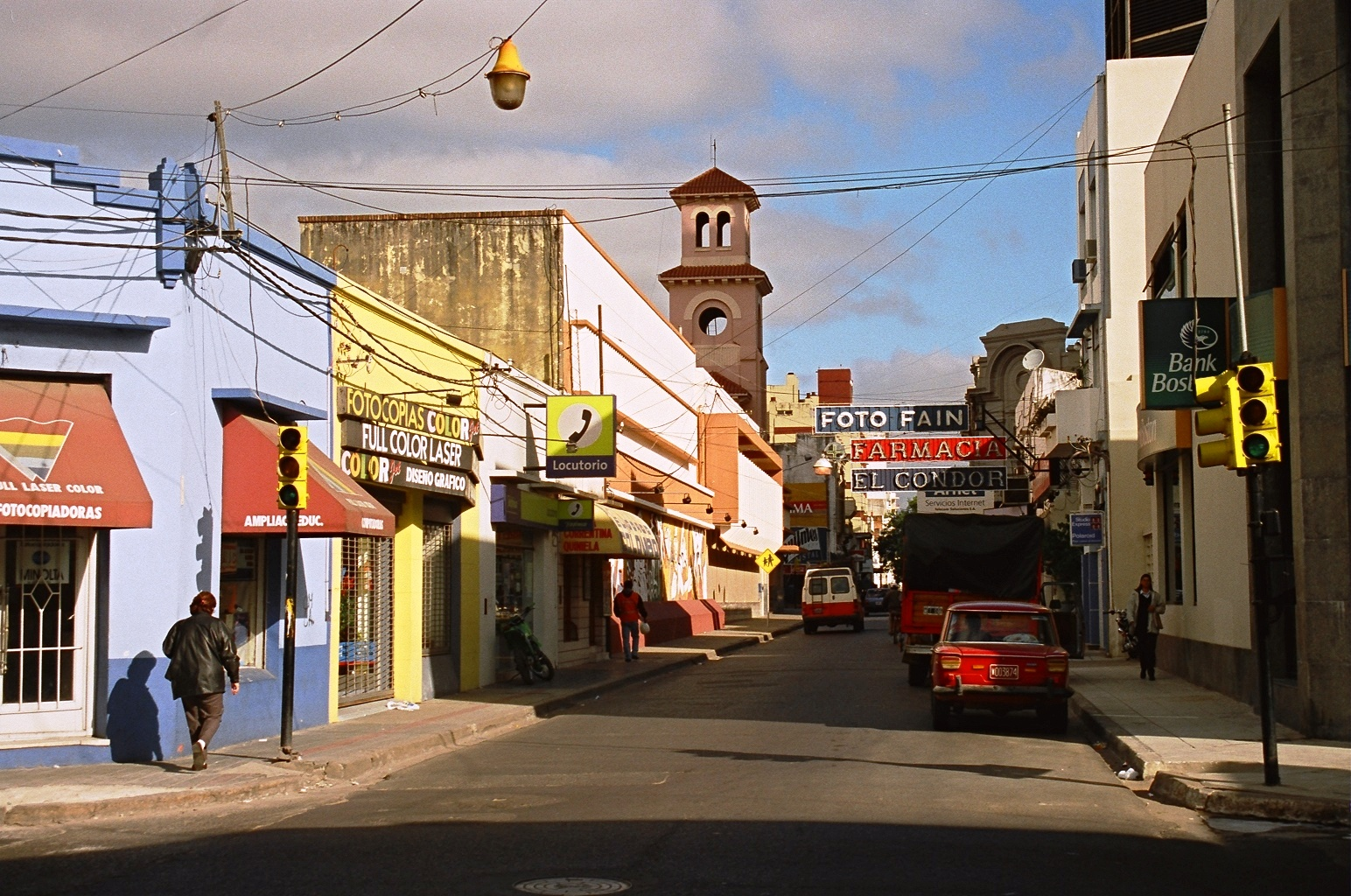
Улица неподалёку от городского центра

## Особенности
В Корриентесе смешивается колониальная и современная архитектура. Здесь растут деревья жакаранда и цитрусовые. Ежегодно проводятся крупные карнавалы. Среднегодовая температура составляет 20 °C (макс. 33 °C, мин. 10 °C), уровень осадков доходит до 1200 мм в год. Река служит естественной границей с провинцией Чако. На противоположном берегу, с которым Корриентес соединяется мостом имени генерала Мануэля Бельграно (исп. El puente Manuel Belgrano), расположилась столица этой провинции Ресистенсия. Вверх по течению Параны находится Ясиретская ГЭС, одна из наиболее протяжённых плотин в мире. В пяти километрах от города работает международный аэропорт Doctor Fernando Piragine Niveyro International Airport.

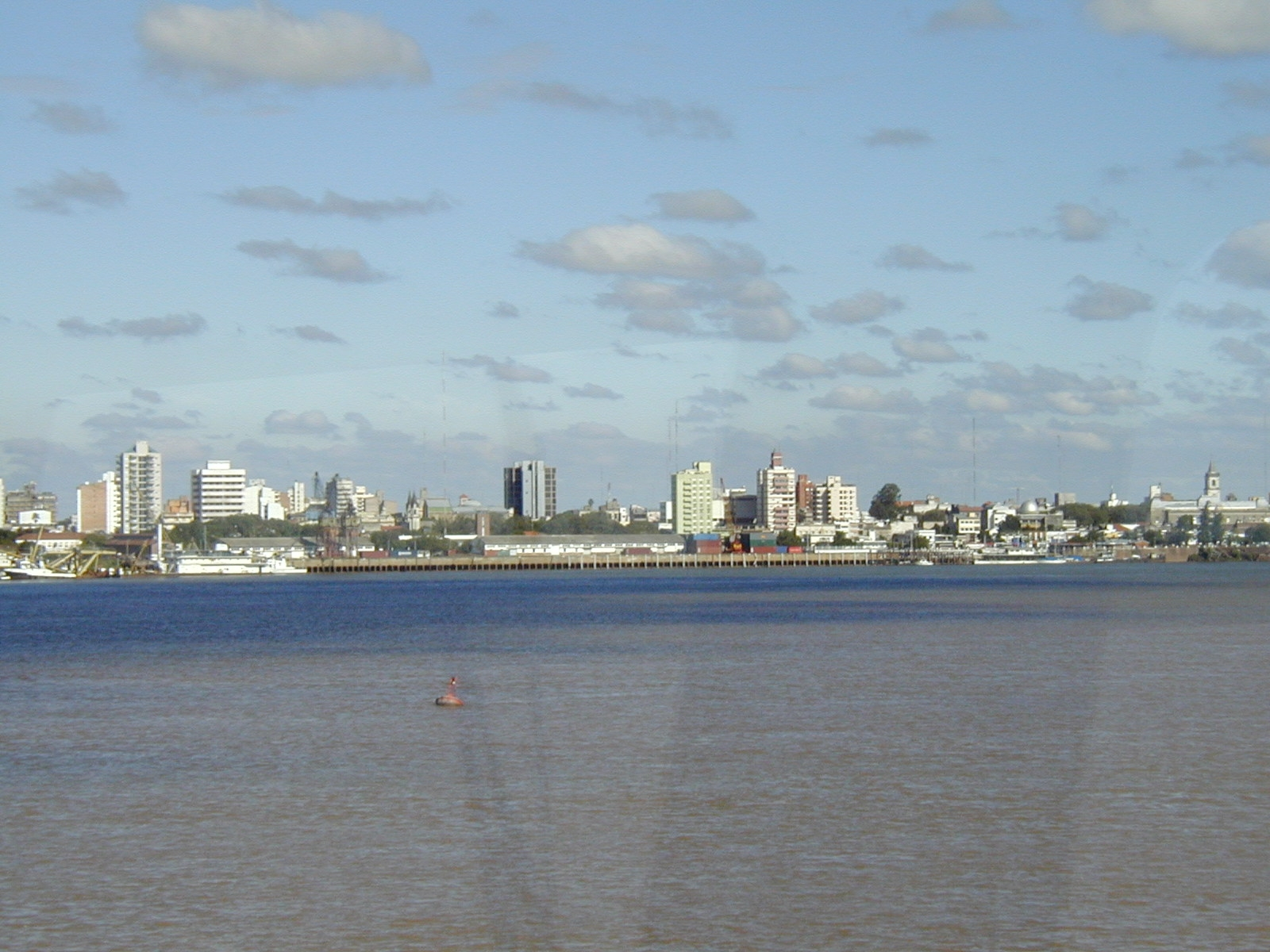
Вид на Корриентес
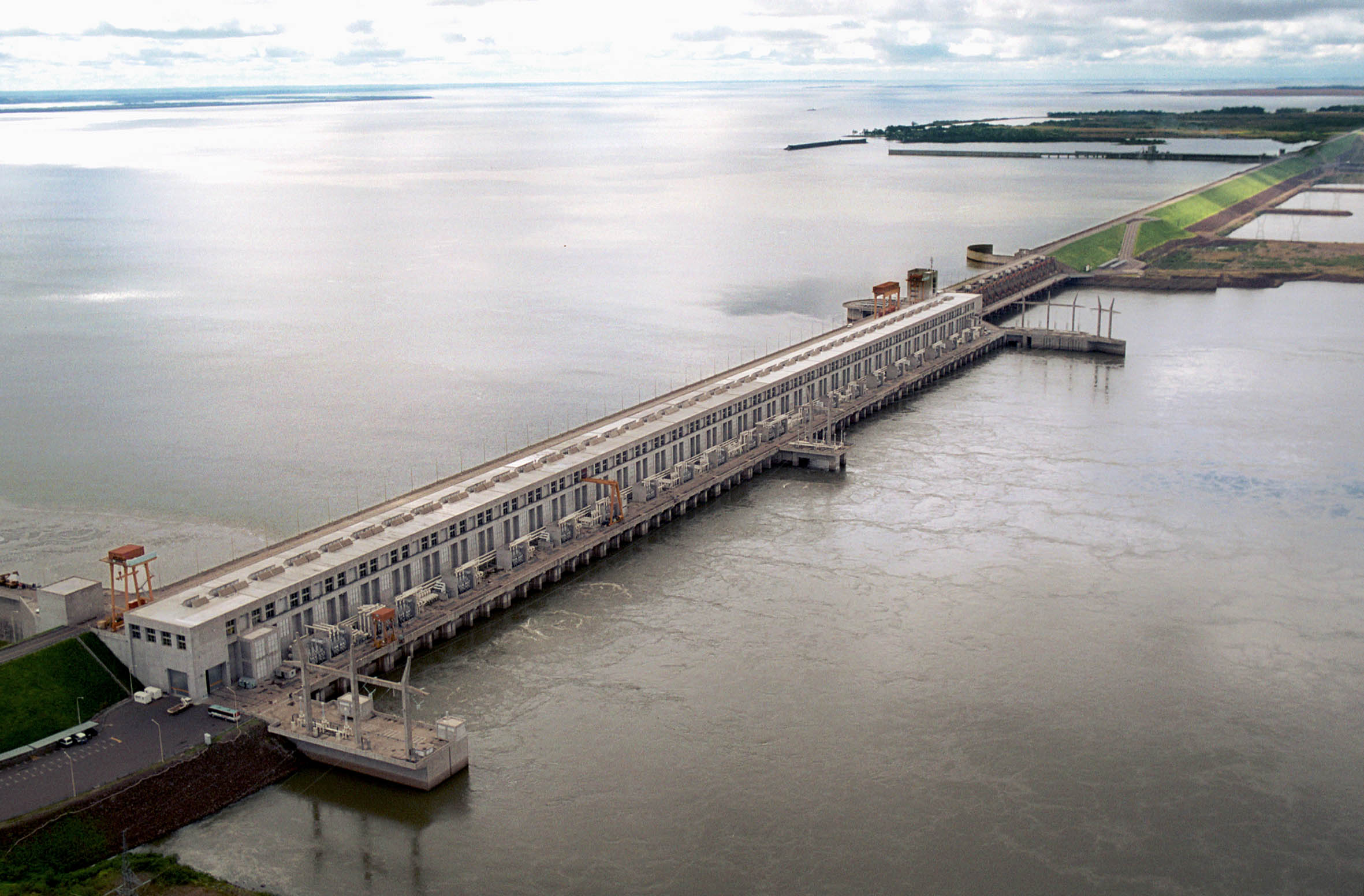
Ясиретская ГЭС
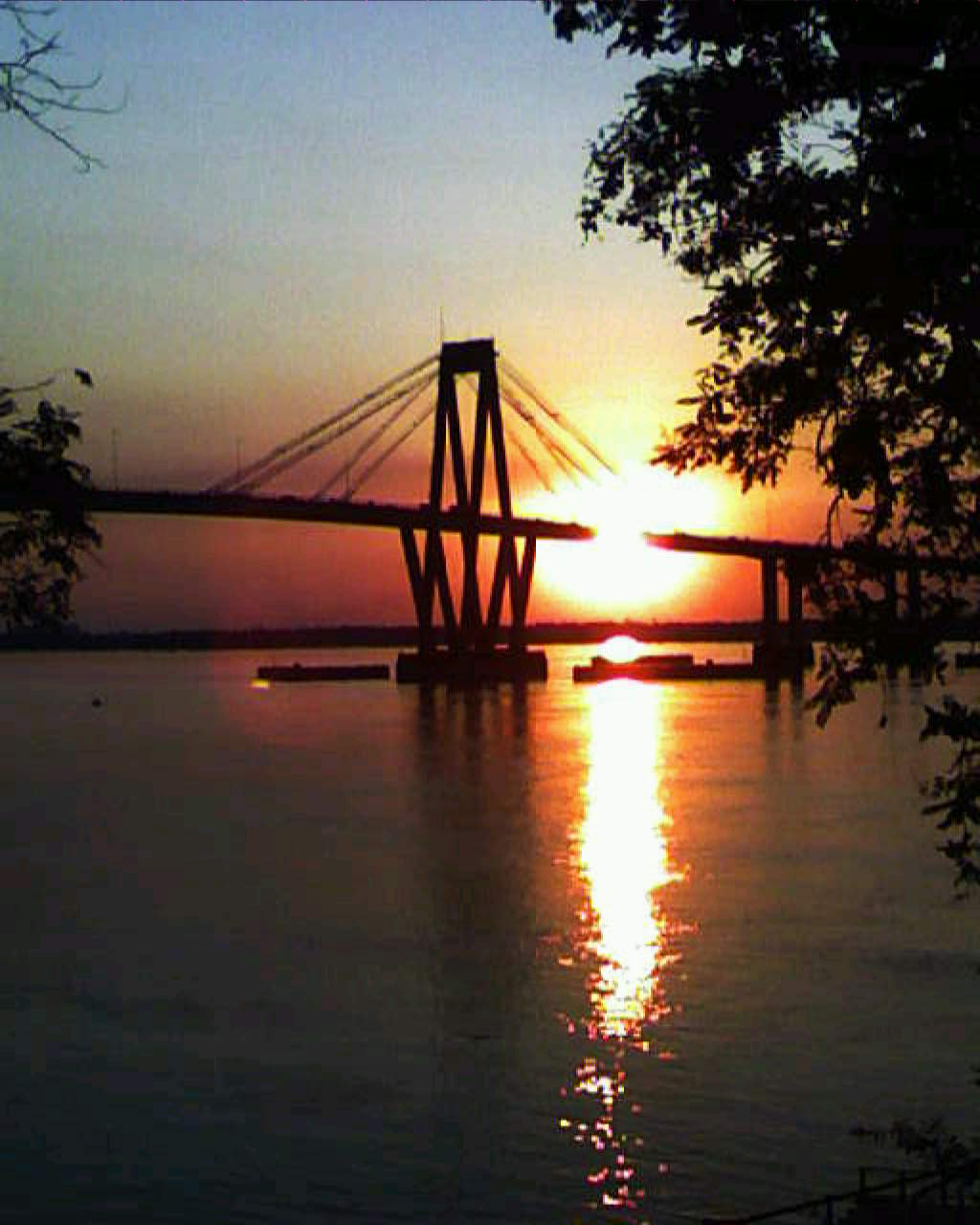
Мост Manuel Belgrano

## Климат
| Показатель                    | Янв.  | Фев.  | Март  | Апр.  | Май   | Июнь | Июль | Авг. | Сен. | Окт.  | Нояб. | Дек.  | Год    |
| ----------------------------- | ----- | ----- | ----- | ----- | ----- | ---- | ---- | ---- | ---- | ----- | ----- | ----- | ------ |
| Средний суточный максимум, °C | 33,5  | 32,1  | 30,6  | 26,2  | 23,5  | 20,1 | 20,9 | 23,1 | 23,9 | 28,0  | 29,7  | 32,1  | 26,9   |
| Средняя температура, °C       | 27,2  | 26,2  | 24,5  | 21,2  | 18,3  | 15,2 | 15,3 | 17,1 | 17,9 | 21,7  | 23,9  | 25,9  | 21,2   |
| Средний суточный минимум, °C  | 21,3  | 20,8  | 19,2  | 16,9  | 13,5  | 10,7 | 10,6 | 11,8 | 12,5 | 15,7  | 18,4  | 19,7  | 15,9   |
| Норма осадков, мм             | 166,1 | 156,9 | 205,9 | 284,6 | 125,2 | 91,8 | 48,5 | 60,3 | 83,0 | 129,7 | 174,8 | 118,8 | 1645,6 |
| Источник: SMN Argentina       |       |       |       |       |       |      |      |      |      |       |       |       |        |

## Города-побратимы
- Куритиба, Бразилия
- Порту-Алегри, Бразилия
- Эстепа, Испания
- Мадрид, Испания
- Хьюстон, США
- Новый Орлеан, США
- Ресистенсия, Аргентина
- Посадас, Аргентина
- Парана, Аргентина
- Асунсьон, Парагвай
- Ньеэмбуку, Парагвай
- Ла-Рошель, Франция